# Lány jégkorongtorna a 2012. évi téli ifjúsági olimpiai játékokon
A 2012. évi téli ifjúsági olimpiai játékokon a lány jégkorongtornát Innsbruckban a Tyrolean Ice Arenában rendezték meg január 13-a és 22-e között. A tornán 5 csapat vett részt. Az aranyérmet a svéd csapat nyerte, amely egyik mérkőzésén sem kapott gólt.

## Lebonyolítás
A csoportkörben az öt válogatott körmérkőzést játszott, amely a csoportkör sorrendjét határozta meg. Az elődöntőben az első a negyedik helyezettel, a második pedig a harmadik helyezettel mérkőzött. A két elődöntő győztese játszotta a döntőt, a vesztesek a bronzéremért mérkőzhettek.
A tornán a mérkőzések 3×15 percesek voltak.

## Eredmények
- Az időpontok helyi idő szerint vannak feltüntetve

### Csoportkör
| Színmagyarázat                                         |
| ------------------------------------------------------ |
| A csoportok első négy helyezettje bejut az elődöntőbe. |
| A csoportok ötödik helyezettje kiesik.                 |

| Nemzet            | M | Gy | HGy | HV | V | G+ | G- | Gk  | P  |
| ----------------- | - | -- | --- | -- | - | -- | -- | --- | -- |
| Svédország (SWE)  | 4 | 4  | 0   | 0  | 0 | 43 | 0  | +43 | 12 |
| Ausztria (AUT)    | 4 | 3  | 0   | 0  | 1 | 22 | 6  | +16 | 9  |
| Németország (GER) | 4 | 2  | 0   | 0  | 2 | 12 | 16 | –6  | 6  |
| Kazahsztán (KAZ)  | 4 | 1  | 0   | 0  | 3 | 3  | 28 | –25 | 3  |
| Szlovákia (SVK)   | 4 | 0  | 0   | 0  | 4 | 1  | 31 | –30 | 0  |

| 2012. január 13. 8:00 | Ausztria (AUT) | 9 – 0 (2–0, 5–0, 2–0) | Szlovákia | Tyrolean Ice Arena, Innsbruck |

| Jegyzőkönyv | Jegyzőkönyv | Jegyzőkönyv | Jegyzőkönyv | Jegyzőkönyv |
| ----------- | ----------- | ----------- | ----------- | ----------- |
|             |             |             |             |             |
|             |             |             |             |             |
|             |             |             |             |             |
|             |             |             |             |             |

| 2012. január 13. 12:30 | Németország (GER) | 0 – 11 (0–3, 0–4, 0–4) | Svédország | Tyrolean Ice Arena, Innsbruck |

| Jegyzőkönyv | Jegyzőkönyv | Jegyzőkönyv | Jegyzőkönyv | Jegyzőkönyv |
| ----------- | ----------- | ----------- | ----------- | ----------- |
|             |             |             |             |             |
|             |             |             |             |             |
|             |             |             |             |             |
|             |             |             |             |             |

| 2012. január 14. 10:15 | Kazahsztán (KAZ) | 1 – 8 (0–3, 1–4, 0–1) | Ausztria | Tyrolean Ice Arena, Innsbruck |

| Jegyzőkönyv | Jegyzőkönyv | Jegyzőkönyv | Jegyzőkönyv | Jegyzőkönyv |
| ----------- | ----------- | ----------- | ----------- | ----------- |
|             |             |             |             |             |
|             |             |             |             |             |
|             |             |             |             |             |
|             |             |             |             |             |

| 2012. január 15. 11:15 | Szlovákia (SVK) | 0 – 8 (0–4, 0–1, 0–3) | Németország | Tyrolean Ice Arena, Innsbruck |

| Jegyzőkönyv | Jegyzőkönyv | Jegyzőkönyv | Jegyzőkönyv | Jegyzőkönyv |
| ----------- | ----------- | ----------- | ----------- | ----------- |
|             |             |             |             |             |
|             |             |             |             |             |
|             |             |             |             |             |
|             |             |             |             |             |

| 2012. január 15. 15:45 | Svédország (SWE) | 17 – 0 (2–0, 10–0, 5–0) | Kazahsztán | Tyrolean Ice Arena, Innsbruck |

| Jegyzőkönyv | Jegyzőkönyv | Jegyzőkönyv | Jegyzőkönyv | Jegyzőkönyv |
| ----------- | ----------- | ----------- | ----------- | ----------- |
|             |             |             |             |             |
|             |             |             |             |             |
|             |             |             |             |             |
|             |             |             |             |             |

| 2012. január 16. 10:30 | Németország (GER) | 2 – 5 (2–2, 0–1, 0–2) | Ausztria | Tyrolean Ice Arena, Innsbruck |

| Jegyzőkönyv | Jegyzőkönyv | Jegyzőkönyv | Jegyzőkönyv | Jegyzőkönyv |
| ----------- | ----------- | ----------- | ----------- | ----------- |
|             |             |             |             |             |
|             |             |             |             |             |
|             |             |             |             |             |
|             |             |             |             |             |

| 2012. január 17. 9:00 | Ausztria (AUT) | 0 – 3 (0–2, 0–0, 0–1) | Svédország | Tyrolean Ice Arena, Innsbruck |

| Jegyzőkönyv | Jegyzőkönyv | Jegyzőkönyv | Jegyzőkönyv | Jegyzőkönyv |
| ----------- | ----------- | ----------- | ----------- | ----------- |
|             |             |             |             |             |
|             |             |             |             |             |
|             |             |             |             |             |
|             |             |             |             |             |

| 2012. január 17. 13:30 | Szlovákia (SVK) | 1 – 2 (0–1, 0–0, 1–1) | Kazahsztán | Tyrolean Ice Arena, Innsbruck |

| Jegyzőkönyv | Jegyzőkönyv | Jegyzőkönyv | Jegyzőkönyv | Jegyzőkönyv |
| ----------- | ----------- | ----------- | ----------- | ----------- |
|             |             |             |             |             |
|             |             |             |             |             |
|             |             |             |             |             |
|             |             |             |             |             |

| 2012. január 18. 9:30 | Svédország (SWE) | 12 – 0 (7–0, 4–0, 1–0) | Szlovákia | Tyrolean Ice Arena, Innsbruck |

| Jegyzőkönyv | Jegyzőkönyv | Jegyzőkönyv | Jegyzőkönyv | Jegyzőkönyv |
| ----------- | ----------- | ----------- | ----------- | ----------- |
|             |             |             |             |             |
|             |             |             |             |             |
|             |             |             |             |             |
|             |             |             |             |             |

| 2012. január 18. 14:30 | Kazahsztán (KAZ) | 0 – 2 (0–1, 0–1, 0–0) | Németország | Tyrolean Ice Arena, Innsbruck |

| Jegyzőkönyv | Jegyzőkönyv | Jegyzőkönyv | Jegyzőkönyv | Jegyzőkönyv |
| ----------- | ----------- | ----------- | ----------- | ----------- |
|             |             |             |             |             |
|             |             |             |             |             |
|             |             |             |             |             |
|             |             |             |             |             |

### Elődöntők
| 2012. január 20. 12:00 | Svédország (SWE) | 11 – 0 (2–0, 5–0, 4–0) | Kazahsztán | Tyrolean Ice Arena, Innsbruck |

| Jegyzőkönyv | Jegyzőkönyv | Jegyzőkönyv | Jegyzőkönyv | Jegyzőkönyv |
| ----------- | ----------- | ----------- | ----------- | ----------- |
|             |             |             |             |             |
|             |             |             |             |             |
|             |             |             |             |             |
|             |             |             |             |             |

| 2012. január 20. 16:30 | Ausztria (AUT) | 2 – 0 (0–0, 2–0, 0–0) | Németország | Tyrolean Ice Arena, Innsbruck |

| Jegyzőkönyv | Jegyzőkönyv | Jegyzőkönyv | Jegyzőkönyv | Jegyzőkönyv |
| ----------- | ----------- | ----------- | ----------- | ----------- |
|             |             |             |             |             |
|             |             |             |             |             |
|             |             |             |             |             |
|             |             |             |             |             |

### Bronzmérkőzés
| 2012. január 21. 12:30 | Németország (GER) | 7 – 4 (2–1, 3–1, 2–2) | Kazahsztán | Tyrolean Ice Arena, Innsbruck |

| Jegyzőkönyv | Jegyzőkönyv | Jegyzőkönyv | Jegyzőkönyv | Jegyzőkönyv |
| ----------- | ----------- | ----------- | ----------- | ----------- |
|             |             |             |             |             |
|             |             |             |             |             |
|             |             |             |             |             |
|             |             |             |             |             |

### Döntő
| 2012. január 22. 10:00 | Svédország (SWE) | 3 – 0 (1–0, 1–0, 1–0) | Ausztria | Tyrolean Ice Arena, Innsbruck |

| Jegyzőkönyv | Jegyzőkönyv | Jegyzőkönyv | Jegyzőkönyv | Jegyzőkönyv |
| ----------- | ----------- | ----------- | ----------- | ----------- |
|             |             |             |             |             |
|             |             |             |             |             |
|             |             |             |             |             |
|             |             |             |             |             |

| A 2012. évi téli ifjúsági olimpiai játékok lány jégkorongtornájának olimpiai bajnoka |
| · SVÉDORSZÁG · 1. cím                                                                |
| ------------------------------------------------------------------------------------ |

## Végeredmény
| Helyezés | Nemzet            |
| -------- | ----------------- |
| Arany    | Svédország (SWE)  |
| Ezüst    | Ausztria (AUT)    |
| Bronz    | Németország (GER) |
| 4.       | Kazahsztán (KAZ)  |